# Marc Masson
Pour les personnes ayant le même patronyme, voir Masson.
Marc Masson, né le 9 septembre 1923 à Saint-Mards-en-Othe (Aube) et mort le 14 mars 2013 à Auxerre (Yonne), est un homme politique français, député de l'Yonne de 1974 à 1981.

## Biographie

### Jeunesse et études
Marc Masson naît le 9 septembre 1923 à Saint-Mards-en-Othe. Il suit ses études secondaires dans un collège catholique, et est reçu au baccalauréat. Il suit des études de droit et obtient une licence de droit et un diplôme d'études supérieures de droit public. Il est lauréat de l’École libre des sciences politiques.

### Parcours professionnel
Il devient avocat à Sens, et s'inscrit en 1959 au barreau d’Auxerre. Il en devient le bâtonnier en 1960, poste qu'il conserve jusqu'en 1962. 
Appartenant à la droite libérale, il est proche de Jean-Pierre Soisson, qui occupe le siège de député de la première circonscription de l’Yonne depuis 1968. Il figure sa liste lors des élections municipales de 1971. Il devient son suppléant lors des élections législatives de 1973. 
Masson se présente sous l'étiquette des Républicains indépendants aux élections cantonales de septembre 1973, dans le canton de Bléneau, dans l’Yonne. Élu, il siège au conseil général jusqu’en 1998. Jean-Pierre Soisson étant nommé secrétaire d’État aux universités sous Valéry Giscard d'Estaing, Marc Masson rejoint l’Assemblée nationale à partir du 9 juillet 1974. Il entre le mois même au conseil régional de Bourgogne, dont il devient vice-président en janvier 1975.
Il s'oppose à la loi Veil dépénalisant l'avortement. Il approuve toutefois la loi du 11 juillet 1975 portant réforme du divorce, créant la procédure par consentement mutuel. Il vote également en faveur de la loi « informatiques et libertés » du 6 janvier 1978.
Il ne se représente pas aux élections législatives françaises de 1981. Il demeure conseiller général. Il cède en 1998 son siège de conseiller général à Alain Drouhin, maire de Bléneau.

## Mandats électifs
- Député de la 1re circonscription de l'Yonne (1974-1981)
- Conseiller général du canton de Bléneau (1973-1998)